# Stefanie Fejes
Stefanie Fejes (* 8. Dezember 2004 in Sydney) ist eine australische Beachvolleyballspielerin. Sie wurde 2024 Landesmeisterin im Sand.

## Karriere

### Karriere Jugend und Junioren
Stefie verbrachte ihre Kindheit im Norden der größten australischen Stadt und spielte gemeinsam mit Familie und Freunden Volleyball am Manly Beach. Im Alter von zwölf Jahren wurde sie in das U15–Volleyballteam von New South Wales berufen. Mit Alisha Stevens gewann sie 2021 die Asienmeisterschaften der unter Neunzehn- und der unter Einundzwanzigjährigen. Bei den Welttitelkämpfen in den gleichen Altersklassen reichte es dagegen nur zum geteilten siebzehnten Platz. Mit Cassandra Dodd gelang ein Jahr später noch eine Viertelfinalteilnahme bei den kontinentalen U19–Titelkämpfen und bei der U19–WM der Einzug in die Runde der besten sechzehn Duos. 2023 standen Fejes und Jasmine Fleming auf der obersten Stufe des Podests bei den U21–Asienmeisterschaften und erreichten das Achtelfinale bei der U21–WM.

### Karriere Erwachsene
Kam das Aus für Fleming und Fejes  bei den Asienmeisterschaften 2020 noch vor dem Achtelfinale, schafften es die beiden ein Jahr später in die Rumde der besten acht Teams. 2022 gelangen der in Sydney geborenen Sportlerin mit verschiedenen Partnerinnen einige Top-Ten-Platzierungen. Eine Saison danach bildete sie mit Jana Milutinovic ein festes Duo und siegte mit ihr gleich beim ersten gemeinsamen Turnier, dem Futures in Coolangatta Beach. Nach einer weiteren Endspielteilnahme bei der heimischen Beachserie sowie der australischen Vizemeisterschaft gewannen sie die Pacific Games. 2024 kamen zwei weitere Futures Siege sowie der erste nationale Titelgewinn hinzu. Ende April trennten sich die beiden. Stefanie Fejes erreichte anschließend mit Georgia Johnson in Krakau ihren vierten Futures Sieg und stand im Endspiel beim gleichwertigen Wettbewerb auf Ios. Im November 2024 spielte Fejes wieder mit Milutinovic.
Im folgenden Jahr begann mit einer der Partnerinnen aus Underage-Zeiten eine neue Zusammenarbeit. Mit Jasmine Fleming erreichte sie nach dem fünften Rang bei der kontinentalen Meisterschaft 2021 einen weiteren Höhepunkt ihrer Karriere. Im August 2025 überstanden die Australierinnen beim Challenge in Baden beide Qualifikationsrunden, besiegten im Pool die amtierenden Europameisterinnen Tetjana Lasarenko und Maryna Hladun und konnten nach der Niederlage im zweiten Gruppenspiel gegen ihre Expartnerin und Taliqua Clancy sowohl die Deutschen Lea Sophie Kunst und Janne Uhl in der Runde der 24 als auch die Schwestern aus Österreich Dorina und Ronja Klinger im Achtelfinale eliminieren.